# Verband Filmregie und Drehbuch Schweiz
Der Verband Filmregie und Drehbuch Schweiz (ARF/FDS) ist eine Interessenvertretung der unabhängigen Schweizer Filmschaffenden für die Bereiche Filmregie und Drehbuch. Er ist vom Bundesamt für Kultur (BAK) als Berufsverband professioneller Kulturschaffender anerkannt. Er hat rund 400 Einzelmitglieder und ca. 40 assoziierte Firmenmitglieder. In verschiedenen Interessengemeinschaften (IGs) werden Sparteninteressen vertreten, so etwa der Kurzfilm in «Pro Short», das Drehbuch in «Scenario» und die Romandie in der «Antenne Romande». Der ARF/FDS ist Mitglied von Suisseculture, dem Dachverband der Organisationen der professionellen Kulturschaffenden der Schweiz und der schweizerischen Urheberrechtsgesellschaften, der Federation of European Screen Directors und der Federation of European Screenwriters.

## Geschichte
Der Verband wurde 1962 als Association des réalisateurs de films in Genf gegründet, um die Stimme einer neuen Generation von Filmschaffenden in die Beratung des neuen Filmgesetzes und der Filmförderung einzubringen. Hauptanliegen der Gründer war die Stärkung des von der französischen Nouvelle Vague inspirierten neuen Autorenfilms.
In den 1970er Jahren reorganisierte sich die association gesamtschweizerisch als «Verband schweizerischer Filmgestalterinnen und Filmgestalter» (fds), der sich nun für das unabhängige professionelle Filmschaffen im Dokumentar- wie im Spielfilm einsetzt. Schwerpunkte der Tätigkeit waren damals und sind z. T. heute noch die Rechte der Autorinnen und Autoren, die Garantie der künstlerischen Freiheit (etwa durch die Streichung der Auflage, dass ein geförderter Film «staatspolitisch wertvoll» sein müsse). Weiter die Ausarbeitung eines «Rahmenabkommens» mit dem Schweizer Fernsehen, den Pacte de l’audiovisuel, der ab 1996 jährlich einen fixen Betrag ins unabhängige Schweizer Film- und neu auch Serienschaffen investiert.
Der Verband griff in die politische Diskussion ein, etwa bei der Stärkung des Service Public, oder bei der Abstimmung zur revidierten Kulturbotschaft (Lex Netflix), die u. a. vorschrieb, dass internationale Streaming-Anbieter, wie bereits TV-Sender, 4 % ihrer in der Schweiz erzielten Einnahmen in lokale Filmproduktion reinvestieren müssen. Das gegen dieses Gesetz ergriffene Referendum wurde am 15. Mai 2022 mit 58,4 % abgelehnt und das Gesetz konnte in Kraft treten.

## Zweck
Der Verband setzt sich laut Vereinsstatuten «für die Entwicklung eines eigenständigen schweizerischen Films, für eine vielfältige Filmkultur in der Schweiz und für die beruflichen Interessen seiner Mitglieder sowie aller Schweizer Filmschaffenden ein».
Nach Aussen vertritt der Verband die künstlerischen, wirtschaftlichen und rechtlichen Interessen aller unabhängigen Schweizer Filmschaffenden für die Bereiche Filmregie und Drehbuch. Er ist Ansprechpartner von Behörden, politischen Organisationen und Kulturinstitutionen im In- und Ausland.
Nach Innen berät der Verband Filmschaffende in rechtlichen, sozialen und finanziellen Fragen (etwa über die Vorsorgestiftung Film und Audiovision). In diesen Bereichen bietet er seinen Mitgliedern auch Veranstaltungen und Weiterbildungen an.
Nebst der Interessenvertretung in einer sich stark wandelnden Medien- und Förderungslandschaft setzt sich der Verband auch stark und kontinuierlich für die Geschlechtergerechtigkeit in der Filmförderung und -auswertung sowie die Vielfalt innerhalb der vier Schweizer Sprachregionen ein.
Die meisten namhaften Schweizer Filmschaffenden sind Mitglied des ARF/FDS. Zu den Ehrenmitgliedern gehören (Stand November 2024):
- Moritz de Hadeln
- Markus Imhoof
- Jean-Jacques Lagrange
- Rolf Lyssy
- Fredi M. Murer
- Gertrud Pinkus
- Georg Radanowicz
- Tula Roy Wirsing
- Hans-Ulrich Schlumpf
- David Streiff

## Belege
1. ↑  Organisationen von Professionellen Kulturschaffenden. In: https://www.bak.admin.ch/. Bundesamt für Kultur, abgerufen am 28. November 2024.
2. ↑  Kasics, Kaspar: In der Mitte Der Zeit. 50 Ans | Anni | Jahre. ARF/ FDS. Ein Erinnerungsbuch. Hrsg.: Verband Filmregie und Drehbuch Schweiz ARF / FDS. Selbstverlag, Bern 2012, S. 6.
3. ↑  ARF/FDS-Positionspapier zum Service public im Medienbereich. In: Cinebulletin. 11. August 2016, abgerufen am 28. November 2024.
4. ↑  Verband Filmregie und Drehbuch Schweiz ARF/FDS: «Ja zum Filmgesetz». In: Verband Filmregie und Drehbuch Schweiz. 22. August 2022, abgerufen am 28. November 2024.
5. ↑  Änderung vom 01.10.2021 des Bundesgesetzes über Filmproduktion und Filmkultur (Filmgesetz, FiG) (Vorlage Nr. 655). Bundeskanzelei, BK, 12. Mai 2022, abgerufen am 28. November 2024.
6. ↑  Art 2 Vereinsatuten (Stand Mai 2021). In: Verband Filmregie und Drehbuch Schweiz ARF/FDS. Verband Filmregie und Drehbuch Schweiz ARF/FDS, Mai 2021, abgerufen am 28. November 2024.